# ポーパス (SS-7)
|          |                                               |
| 艦歴     |                                               |
| 発注     |                                               |
| 起工     | 1900年12月13日                                |
| 進水     | 1901年9月23日                                 |
| 就役     | 1903年9月19日                                 |
| 退役     | 1919年12月12日                                |
| その後   | 標的艦として海没処分                          |
| 除籍     |                                               |
| 性能諸元 |                                               |
| 排水量   | 107トン                                       |
| 全長     | 64 ft (20 m)                                  |
| 全幅     | 12 ft (4 m)                                   |
| 吃水     | 11 ft (3 m)                                   |
| 機関     |                                               |
| 最大速   | 水上 8ノット (15 km/h) 水中 7ノット (13 km/h) |
| 乗員     | 7名                                           |
| 兵装     | 18インチ魚雷発射管1門                         |

ポーパス (USS Porpoise. SS-7) は、アメリカ海軍の潜水艦。プランジャー級潜水艦の一隻。その名を持つ艦としては3隻目。

## 艦歴
ポーパスは1900年12月13日にニュージャージー州エリザベスのクレセント造船所で起工した。1901年9月23日に命名、進水し、1903年9月19日にニューヨーク州ニューサフォークのホーランド・トーピードボート社でチャールズ・P・ネルソン大尉の指揮下就役する。
就役後はニューポートの海軍水雷ステーションに配属され、水雷実験任務に就いたポーパスは1904年9月にニューヨーク海軍工廠に入渠、修理と改修が行われ作業は1906年2月まで続いた。1907年3月7日に第1水雷小艦隊に配属され、ポーパスはメリーランド州アナポリスで6月まで海軍兵学校生の士官候補生に対する訓練任務に従事した。その後ニューヨーク海軍工廠で1908年4月21日に退役する。部分的に改修されたポーパスは給炭艦シーザー (USS Caesar, AC-16) に姉妹艦シャークと共に搭載され、スエズ運河を経由してフィリピンに運搬される。
カヴィテの海軍補給地に到着したポーパスは1908年7月8日に進水し、11月20日に再就役した。プランジャー級は小型な艦であったため、乗員は砲艦エルカノ (USS Elcano, PG-38) に普段は乗艦した。
1909年4月、ケネス・ホィッティング少尉（後の海軍航空の開拓者）がポーパスの艦長に着任する。4月15日にホィッティング艦長と6名の乗員は乗艦し定時の巡航に出発した。ポーパスはドックを出てマニラ湾へ出て行った。間もなく潜水し、20フィートの深さで水平になる。その後ホィッティング艦長は潜水の目的を明らかにした。
ホィッティングは潜水艦の乗員が魚雷発射管から脱出できるものと確信して、自らを実験台にしてその理論を証明しようと決心していた。ホィッティングが直径18インチの発射管に入ると乗組員が内部ドアを閉め、彼は外部ドアの横木にしがみついた。外部ドアが開かれ海水が流入すると、ホィッティングは横木にしがみついて肘を発射管口に引き、手と腕を使って発射管から脱出した。脱出まで77秒が経過していた。彼はその後水面に泳ぎ、ポーパスも海面に浮上した。彼は実験に関して人前では話さず、艦隊指揮官のガイ・W・S・キャッスル大尉に報告した。キャッスル大尉は実験がどのようにして行われたかに関する報告書を提出した。ポーパスの当日の日誌には、「ホィッティングは実験として、水中で通常の状態にある艦の魚雷発射管を抜け出た...」と簡潔に記述された。
ポーパスは1909年12月9日にアジア水雷艦隊第1潜水艦部隊に配属され、続く十年をカヴィテ沿岸での定期的な活動に従事した。1911年11月17日に A-6 と改名され、第一次世界大戦の間はA・H・ベイリー大尉の指揮下マニラ湾入り口の偵察任務に従事する。1918年12月1日に通常任務状態に置かれ、1919年12月12日に退役、カヴィテの海軍ステーションで廃棄のため保管される。1920年7月17日に船体番号 SS-7 が与えられ、1921年7月に標的艦として使用することが認可される。A-6 は1922年1月16日に除籍された。